# Aguilar de la Frontera
Aguilar de la Frontera is een gemeente in de Spaanse provincie Córdoba in de regio Andalusië met een oppervlakte van 167 km². In 2013 telde Aguilar de la Frontera 13.671 inwoners.

## Bezienswaardigheden
Net zoals zoveel andere Andalusische steden telt Aguilar de la Frontera heel wat waardevolle monumenten. 
- de Castillo de Ponton stond al bekend in de 9e eeuw. Heden ten dage vallen nog de toren, enkele muren en de gracht te zien. Het is grotendeels een ruïne.
- de kerk Santa Maria del Soterraňo is de oudste kerk van Aguilar. Ze werd in 1260 opgericht boven een grot waar de Maagd Maria verschenen zou zijn. Ze werd in 1530 herbouwd in gotische-mudejarstijl.
- de witgeverfde ermita de la Veracruz (midden van de 17e eeuw) ligt in de onmiddellijke omgeving van de Plaza de San José.
- de ermita del Cristo de la Salud (1611)
- de ermita de los Desamparados (16e eeuw)
- de paroquia del Carmen (159) werd in de 17e-18e eeuw gewijzigd.
- de kerk del Hospital is de kerk van het oude hospitaal Santa Brigida en werd gewijzigd in de 18e-19e eeuw.
- de templo conventual de San José y San Roque (1683) is een van de interessantste barokkerken van de streek rond Córdoba.
- de Torre del Reloj is een van de meest karakteristieke monumenten van Aguilar en werd opgericht in 1774 in barokstijl. De toren werd ontworpen door de architect die ook de Plaza de San José uittekende. De sierlijke toren is vooral aan de top rijkelijk versierd met o.a. azulejos.
- de Plaza de San José is het belangwekkendste monument van Aguilar. Het grote achthoekige plein werd in 1813 aangelegd in neoklassieke stijl. Het plein wordt ook Plaza Ochavada of ook nog Plaza Octogonal genoemd. Spanje telt slechts drie pleinen van dit type. De witte huizen langheen het plein vertonen een homogene indruk en hebben meestal twee verdiepingen. Het meest markante gebouw is het elegante herenhuis dat de Ayuntamiento huisvest. Jozef Bonaparte, de oudere broer van Napoleon Bonaparte en koning van Spanje tussen 1808 en 1813, gaf zijn naam aan het plein.
- Aguilar heeft een groot aantal oude herenhuizen die voorzien zijn van hun wapenschild : Montalego, Arrabal, Carrera ... (16e-17e eeuw)

## Economie
De bekendste producten zijn olijven en witte wijn. Die wijn lijkt een beetje op sherry en staat bekend onder de naam Montilla, naar de gelijknamige naburige gemeente.

## Demografische ontwikkeling
Bron: INE; 1857-2011: volkstellingen
Opm.: In 1920 werd Moriles een zelfstandige gemeente